# Pomorske republike
Pomorske republike je skupno ime za mestne države na Apeninskem polotoku in v Dalmaciji, ki so se med 10. in 13. stoletjem razvile vsled živahne trgovine svojih pristanišč. Največje so bile Amalfi, Genova, Pisa in Benetke na Apeninskem polotoku ter Dubrovnik v Dalmaciji. Od ostalih je vredno omeniti mesta Ancona, Gaeta, Noli in Zadar.

## Nastanek in razvoj
V srednjem veku so bile kopenske trgovske zveze precej nevarne, zato se je po vsem Sredozemlju razvilo pomorsko trgovanje. Uveljavila so se posebno tista obmorska mesta, ki jih je gorska skupina ali kaka druga naravna zapreka ločevala od notranjosti dežele, zaradi česar je bil njihov razvoj odvisen samo od morja. Ker so jih bili že v preteklosti napadali morski roparji, so bila že utrjena in opremljena z vojaškim ladjevjem, zato so bila seveda najvarnejša pristanišča tudi za trgovce. Trgovina pa je mesta bogatila in širila njihov vpliv. Medtem ko sta se pomorski velesili tistega časa, Bizantinci in Arabci, borili za oblast nad Sredozemljem, so manjša mesta izkoristila priložnost za postopno pridobivanje vedno boljših trgovskih poti. Organizirala so se v republike, kjer je bila vsa oblast v rokah bogatih trgovcev. Nastali so novi načini trgovanja in finančnega poslovanja. Uvedeni so bili splošni postopki in obveznosti pri menjavi denarja in pri knjiženju poslov. Največ pozornosti so pomorske republike dajale tehnološkemu napredku, ki je bil podlaga gospodarskega razvoja. To je bil zametek modernega kapitalizma. 
Vzpon pomorskih republik sovpada z obdobjem križarskih vojn, ki so nudile trgovcem odlične priložnosti za pridobivanje prekomorskih tržišč. Koncesije, ki so si jih pomorske republike pridobile od papežev, patriarhov, cesarjev in samih križarjev, so jim dovolile, da so kolonizirale tuje dežele z naseljevanjem svojih državljanov. S časom so ustanovile veliko bogatih trgovskih skupnosti po vsem Sredozemlju.

## Amalfi
Amalfi, najstarejša pomorska republika, formalno sploh ni bila republika, temveč kneževina. Prišteva se k republikam, ker je bila uprava mesta dejansko v rokah trgovcev in pomorščakov. Že v 11. stoletju so Amalfijci sestavili prvi zakonik o pomorski plovbi, Tabulae Amalphitanae, ki je dolgo let urejeval plovbo v Sredozemlju. Šele v 17. stoletju ga je nadomestil barcelonski Llibre del consulat del mar.

## Genova
Prvi velik uspeh je mestna komuna dosegla s pristopom v prvo križarsko vojno, po katerem so genoveški izseljenci v Sveti deželi pridobili pomembne privilegije. Višek moči je Genova dosegla leta 1261, ko so Bizantinci preklicali Benečanom dostop do Črnega morja, ki je tako postalo genoveško zaledje. Gospodarili so vzhodnemu Sredozemlju do leta 1372, ko so jih premagali Benečani. Sledilo je stoletje naravnih in političnih katastrof, dokler se ni leta 1528 Genova proglasila za republiko. Od tedaj je nadzorovala zahodno Sredozemlje vse do leta 1815, ko je bila priključena Kraljevini Sardiniji.

## Pisa
Mesto Pisa leži danes skoraj 20 km od odprtega morja, a v srednjem veku je stalo na obali in je bilo odvisno izključno od pomorskih zvez, kakor vse ostale pomorske republike. V začetku enajstega stoletja je bilo mesto zaveznik Genove; skupaj z njo je premagalo Arabce in zasedlo Korziko, Sardinijo in Balearske otoke, s čimer je bila zagotovljena oblast nad vsem zahodnim Sredozemljem. Na višku svoje moči, v poznem 12. stoletju, je Pisa prišla navzkriž z zaveznico, kar je privedlo do odprte vojne in do pisanskega poraza. Mesto je sicer ohranilo samostojnost in nadzor nad Toskansko obalo, a ni bilo več ena od sredozemskih velesil. Leta 1409 ga je mesto Firenze enostavno kupilo.

## Benetke
Beneška republika je bila najmočnejša od vseh pomorskih republik. Lega ob robu Bizantinskega imperija ji je dovoljevala toliko samostojnosti, da se je lahko razvila iz podložne dežele v enakopravnega zaveznika Bizanca, nato pa celo v njegovega mogočnega sovražnika. Začetno prijateljstvo cesarstva je pomagalo Benetkam, da so se razširile preko Jadrana vse do odprtega Sredozemlja, kjer so se morale soočati najprej z Genovsko republiko, nato s samim Bizancem. Notranji spori ligurske države, turška zasedba Bizanca (1453) in nenazadnje odlična upravna in politična ureditev same Beneške republike so ji v 15. stoletju omogočili neomejeno oblast v Sredozemlju. Republika je trajala do leta 1797, ko jo je po 1070 letih samostojnosti osvojil Napoleon Bonaparte.

## Dubrovnik
Tudi Dubrovnik je bil od vsega nastanka obrobno mesto Bizantinskega cesarstva in - kakor Benetke - dovolj neodvisen, da se je razvil v samostojno mestno državo. V enajstem stoletju je bil že priznana pomorska sila, ki se je dolgo upirala Benečanom. Podlegel jim je leta 1204, a že leta 1358 se je osamosvojil in leta 1403 proglasil republiko. Ker je bila mala republika na meji med beneško velesilo in Osmanskim cesarstvom, se je morala vedno boriti za obstoj, a je obema preživela. Izvojevali so jo leta 1808 Francozi, ki so jo sprva dodelili Italijanskemu kraljestvu in po dveh letih Ilirskim provincam. Dunajski kongres (1815) jo je pripisal Avstriji.